# Église Saint-Joseph de Mála Strana
L'église Saint-Joseph de Malá Strana à Prague 1 est une église catholique romaine de la congrégation des Vierges anglaises. L'église baroque a été construite entre 1686 et 1692 dans le cadre du monastère des Carmélites et est protégée conjointement en tant que monument culturel immobilier de la République tchèque.

## Histoire et description

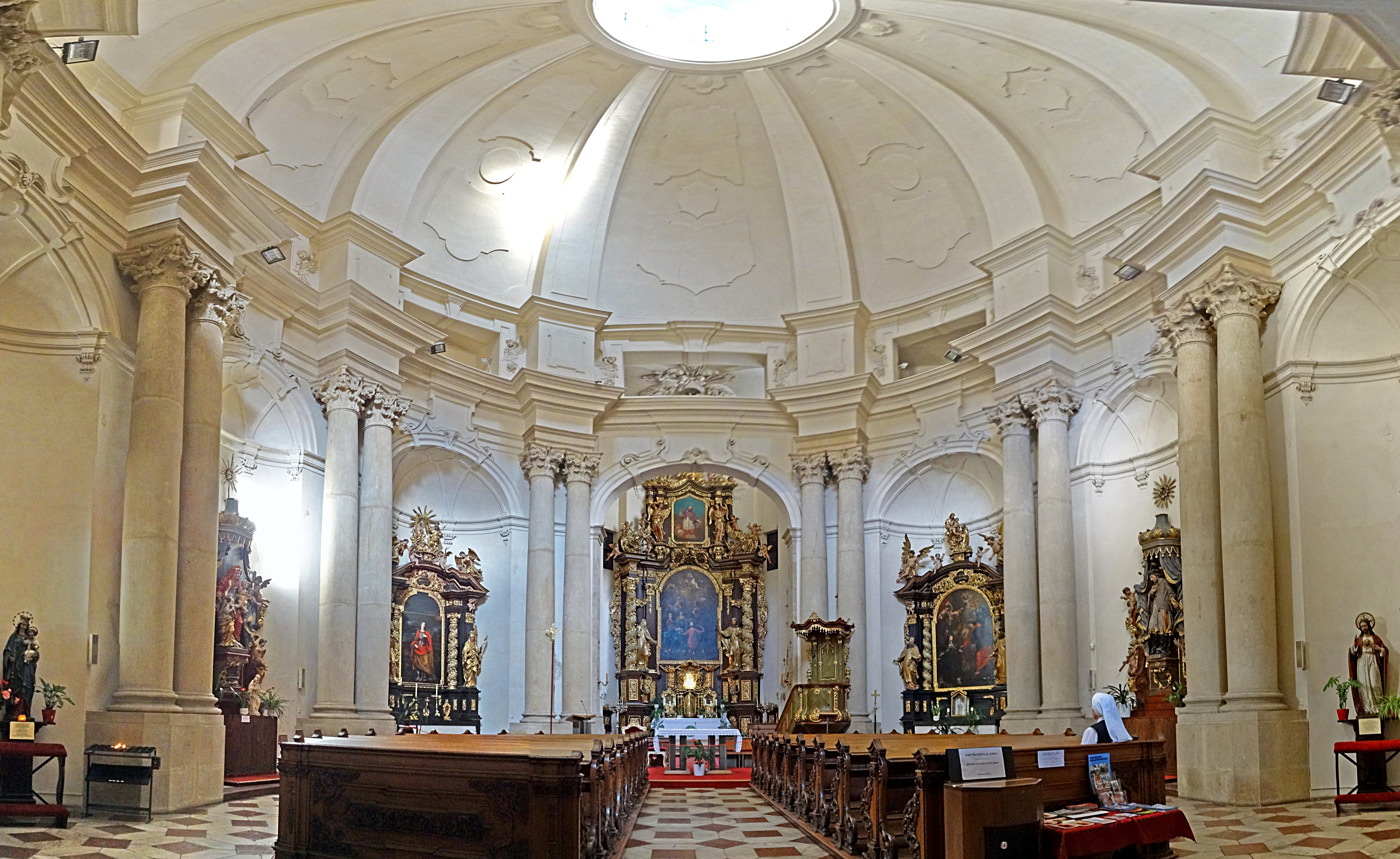
Intérieur de l'église St Joseph de Mala Strana

L'église a été construite au monastère des Carmes Déchaussés de l'ordre réformé de Sainte Thérèse d'Avila. 
La construction de l'église a eu lieu entre 1686 et 1692 dans le style baroque primitif dans la rue Josefská (anciennement appelée Ke svatemu Tomási). La façade porte la date de 1691, les cloches furent consacrées en juillet 1692 et l'église fut consacrée en octobre 1692. Une autre consécration eut lieu en 1714, même si les aménagements intérieurs n'étaient pas encore terminés. En 1783, une congrégation religieuse de vierges anglaises fut installée sur les lieux et y exploita un établissement d'enseignement jusqu'en 1919. Puis ils vendirent le monastère et s'éloignèrent. Dans les années 1928-1937, selon la proposition de František Roith, le bâtiment du ministère des Finances tchèque fut construit sur une partie du monastère.
La façade est basée sur le modèle de l'église principale des Carmélites de Santa Maria della Scala à Rome.

## Galerie

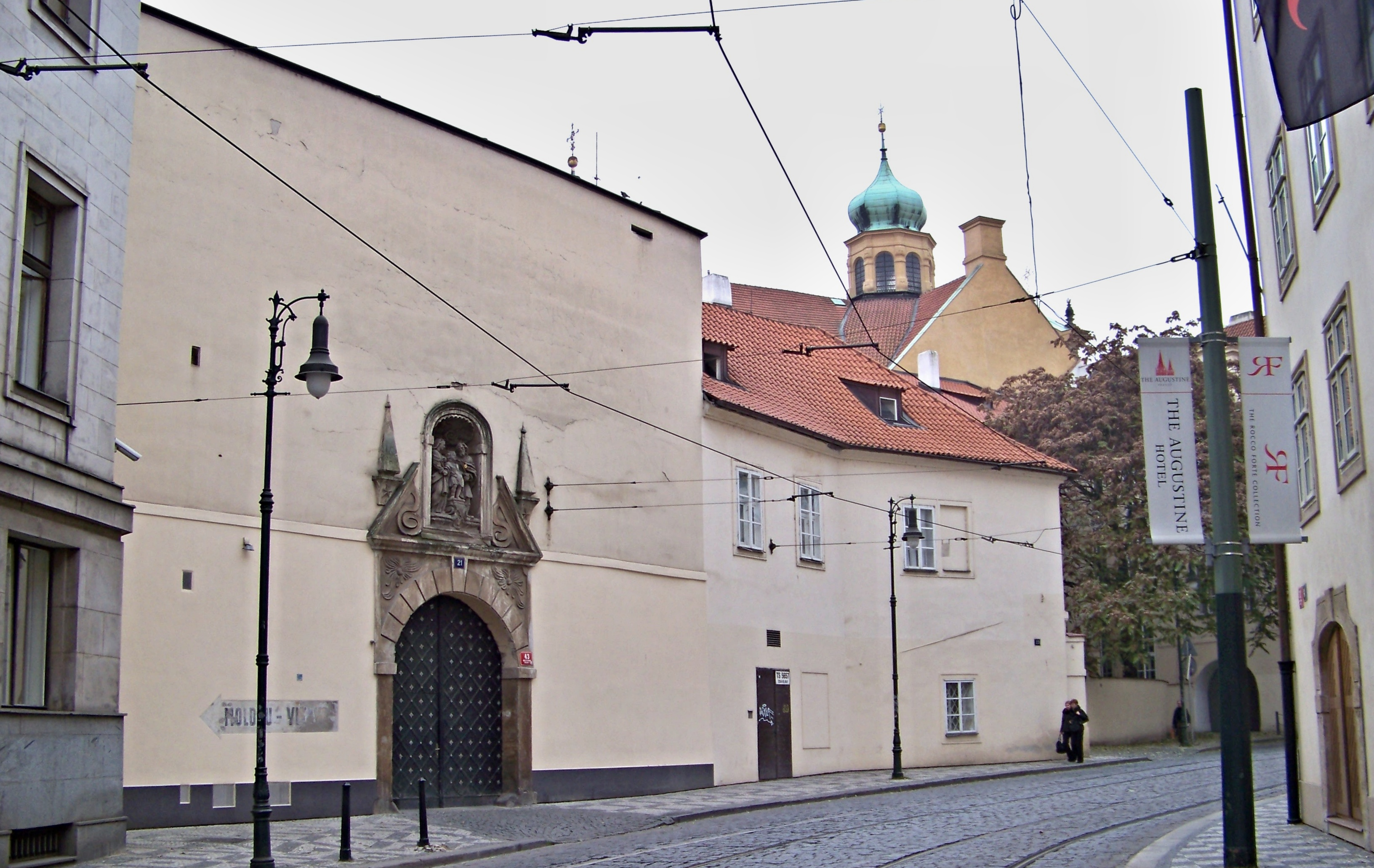
Le monastère des Carmes rue Letenska
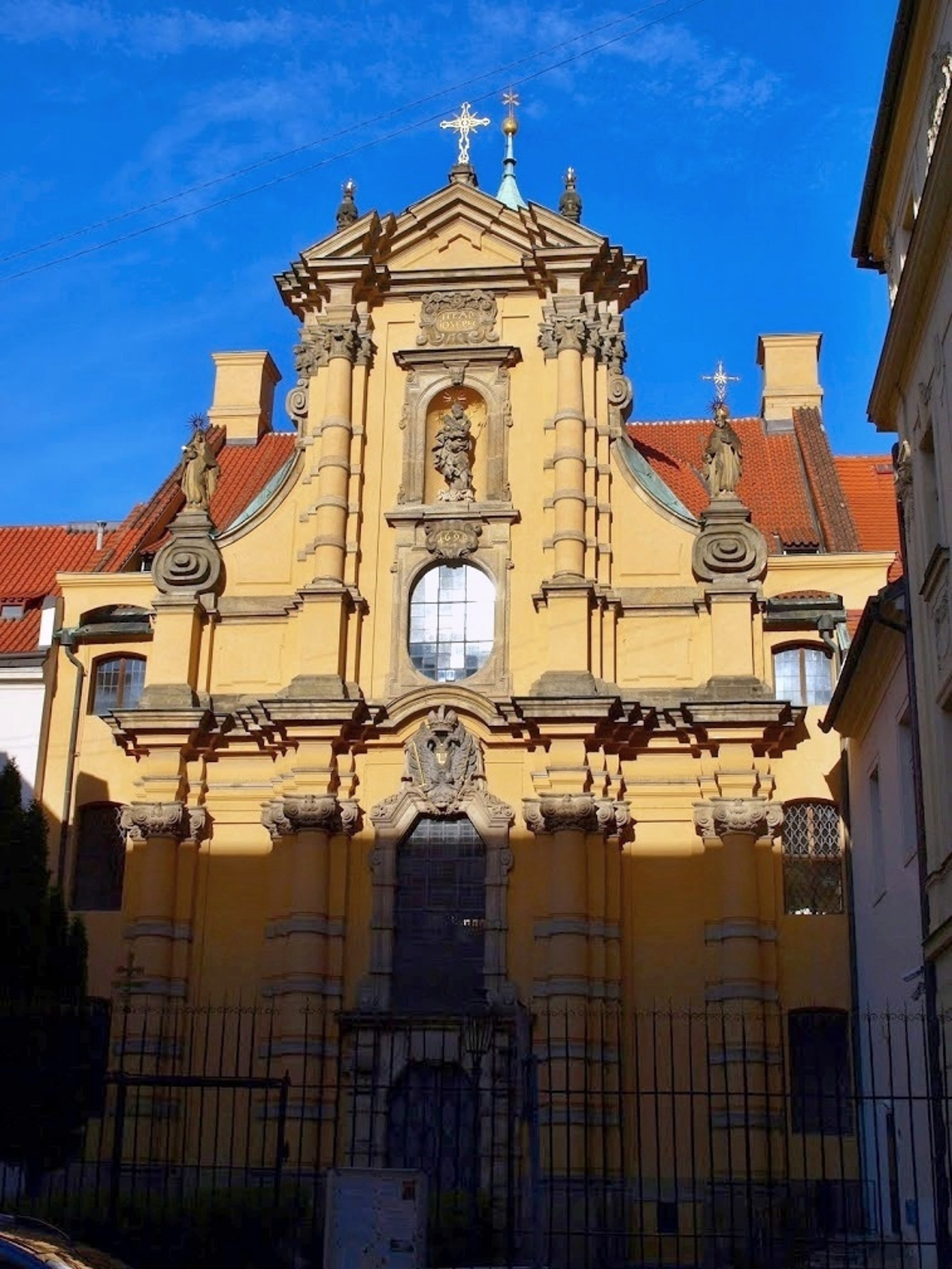
Façade d'église au soleil couchant
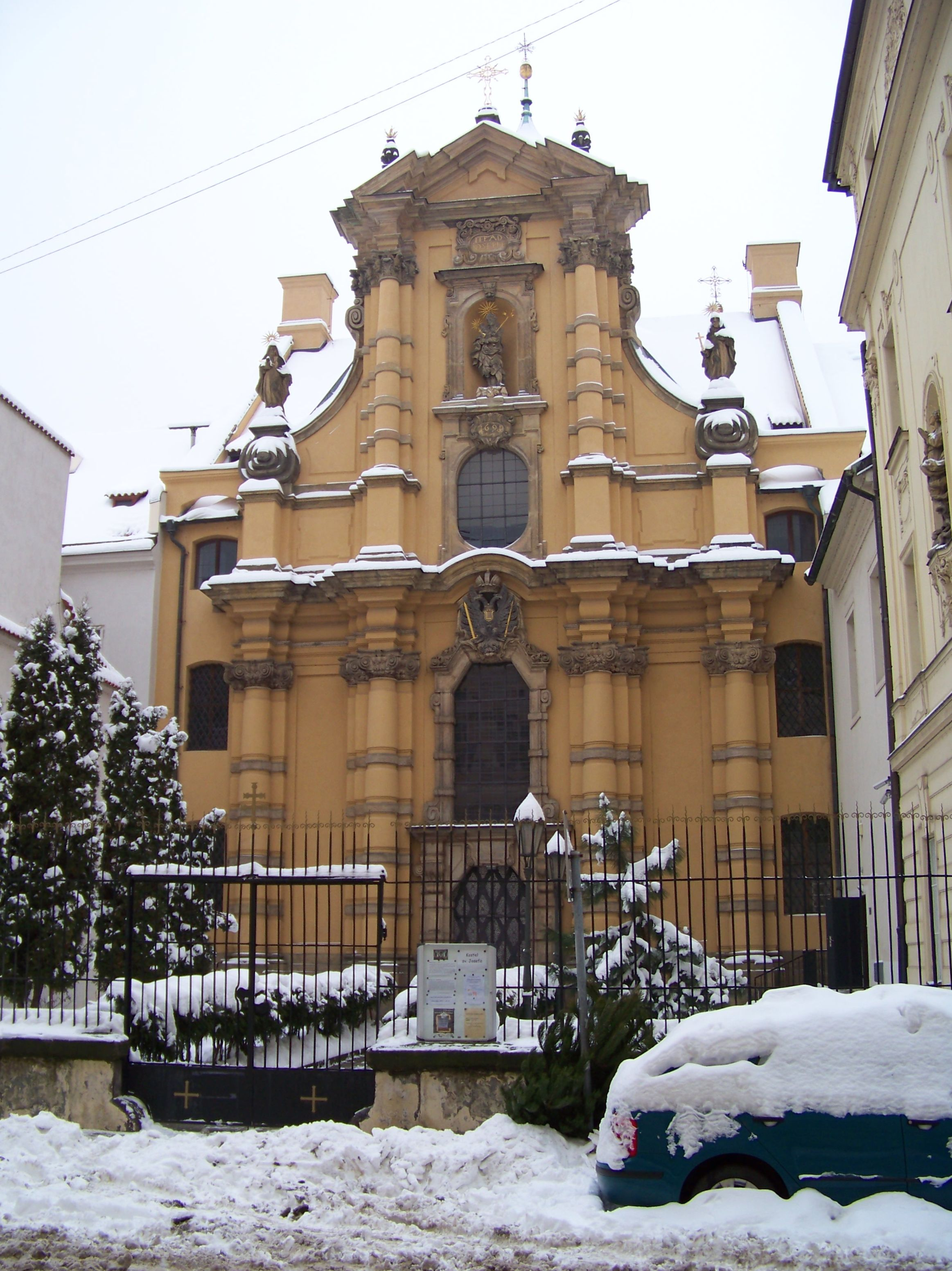
Façade en hiver
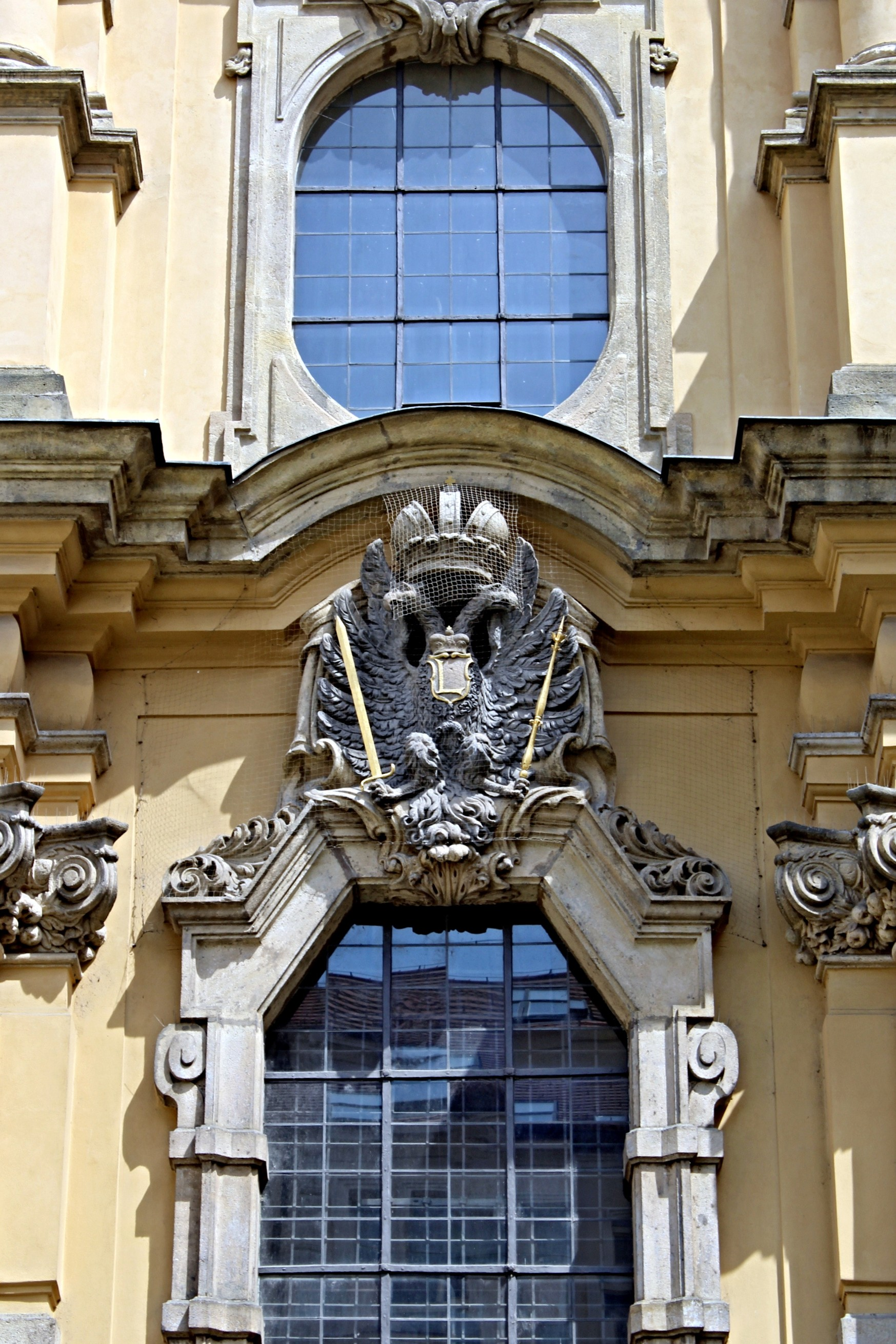
Armoiries de l'empereur Léopold au-dessus du portail de l'église
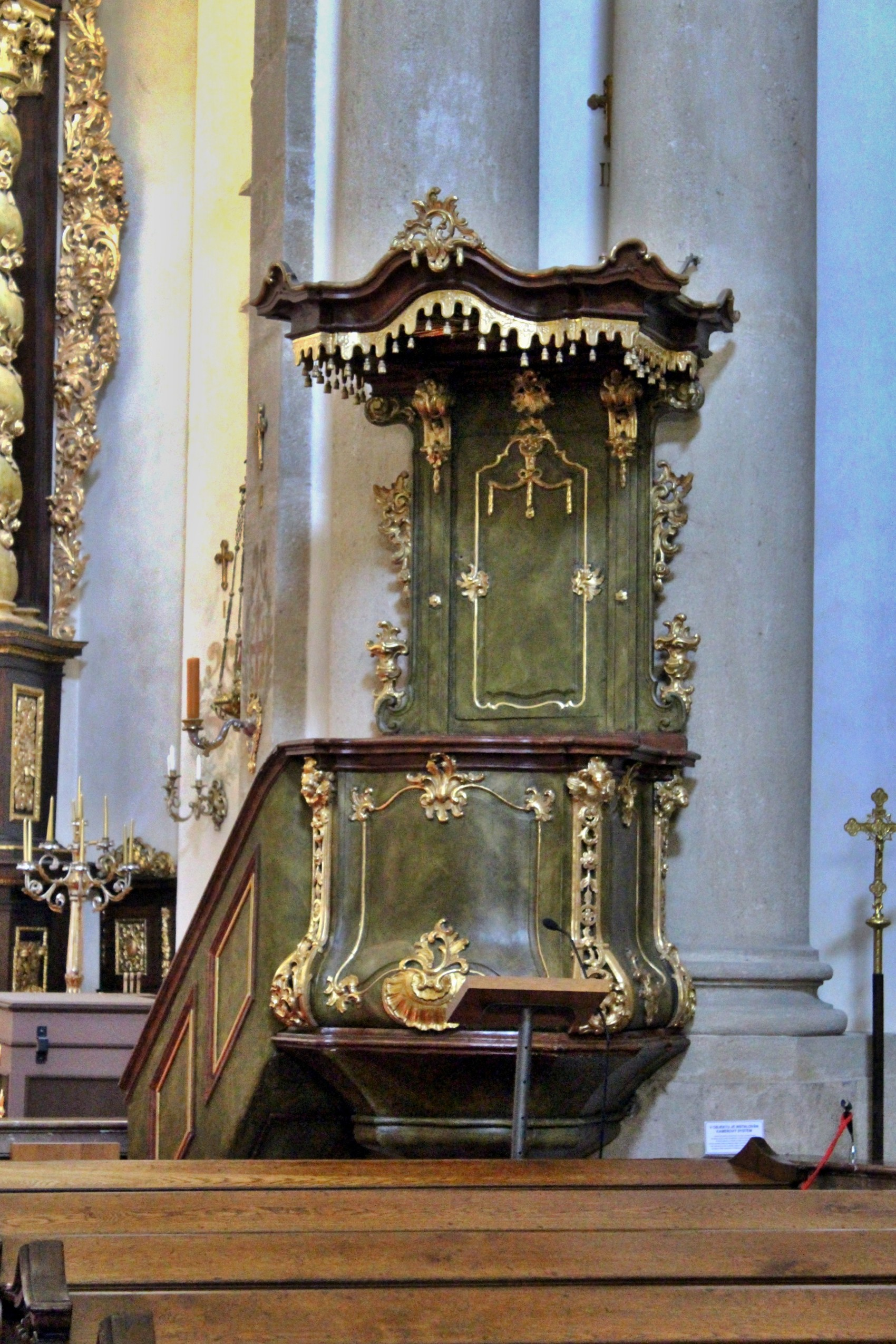
Mobilier rococo
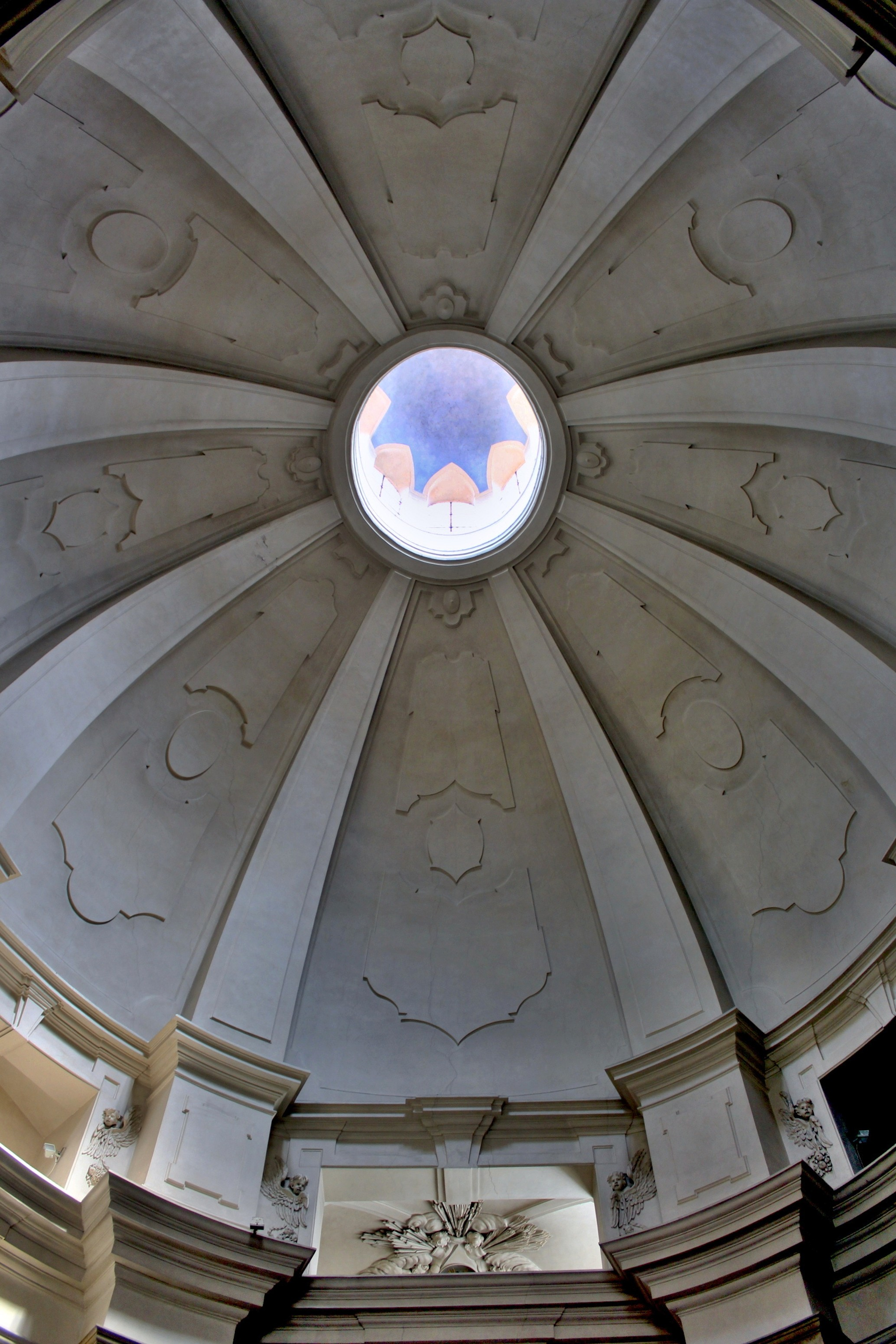
Dôme avecnlanterne
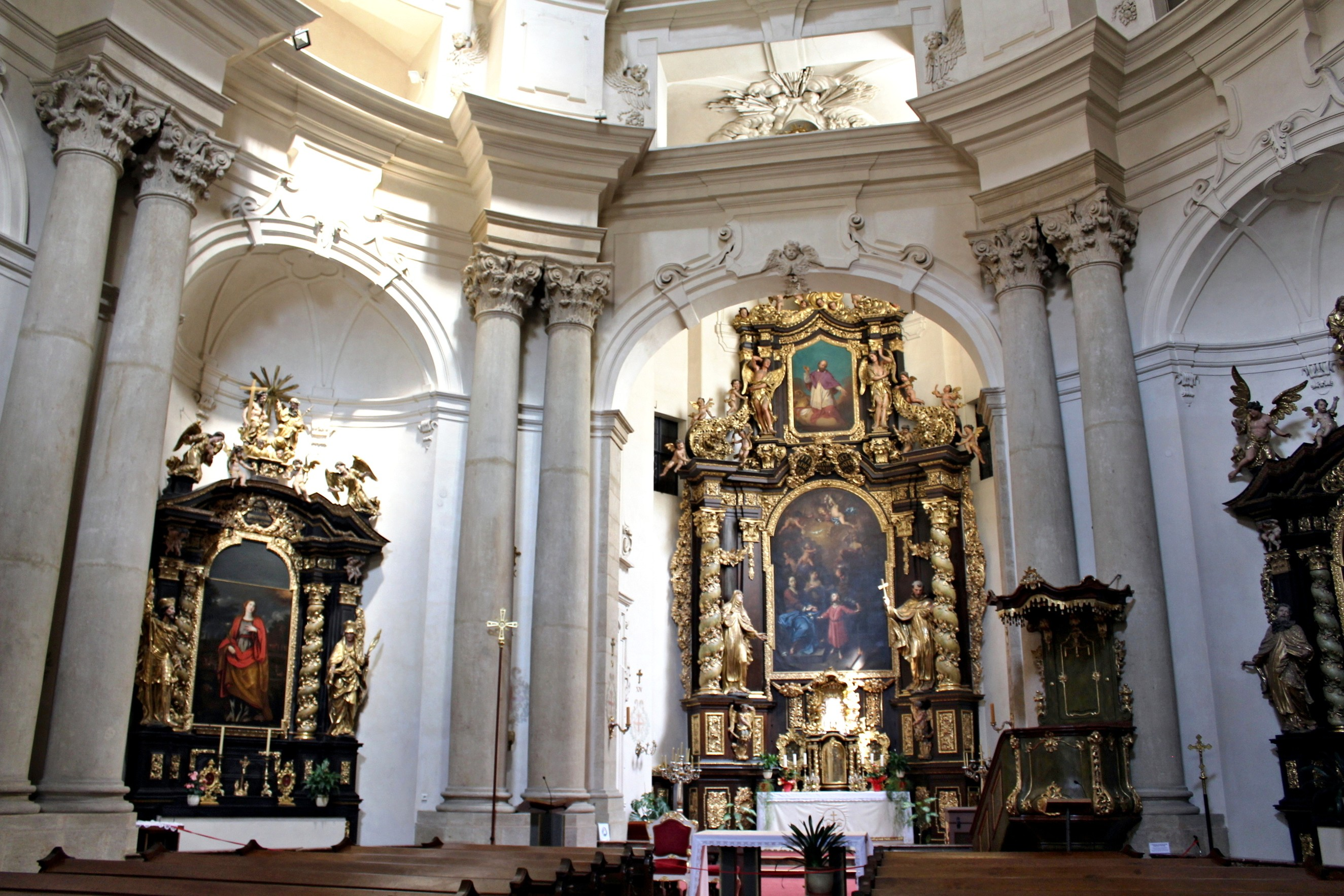
Autels
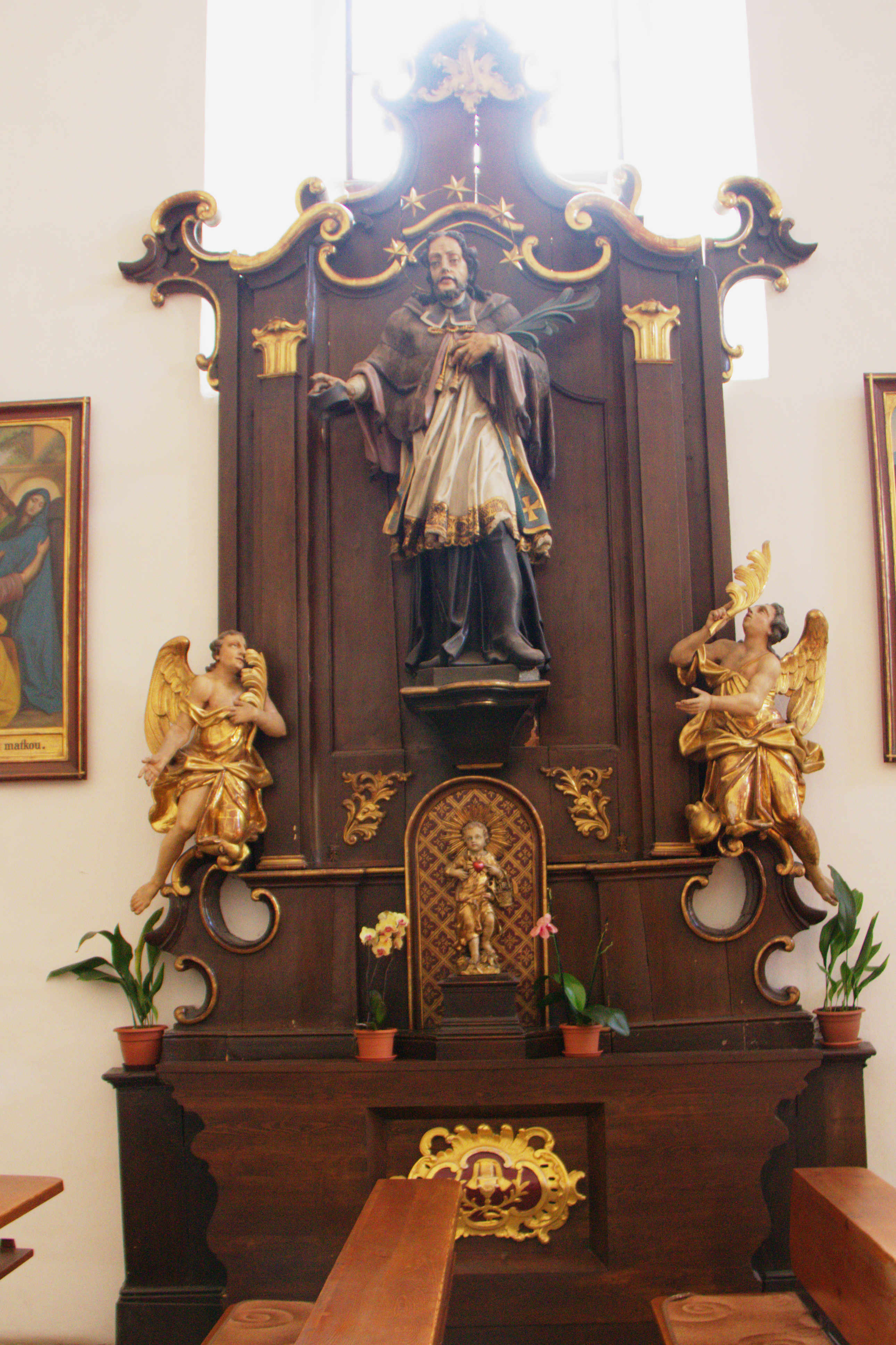
Autel de St. Jan Népomucène
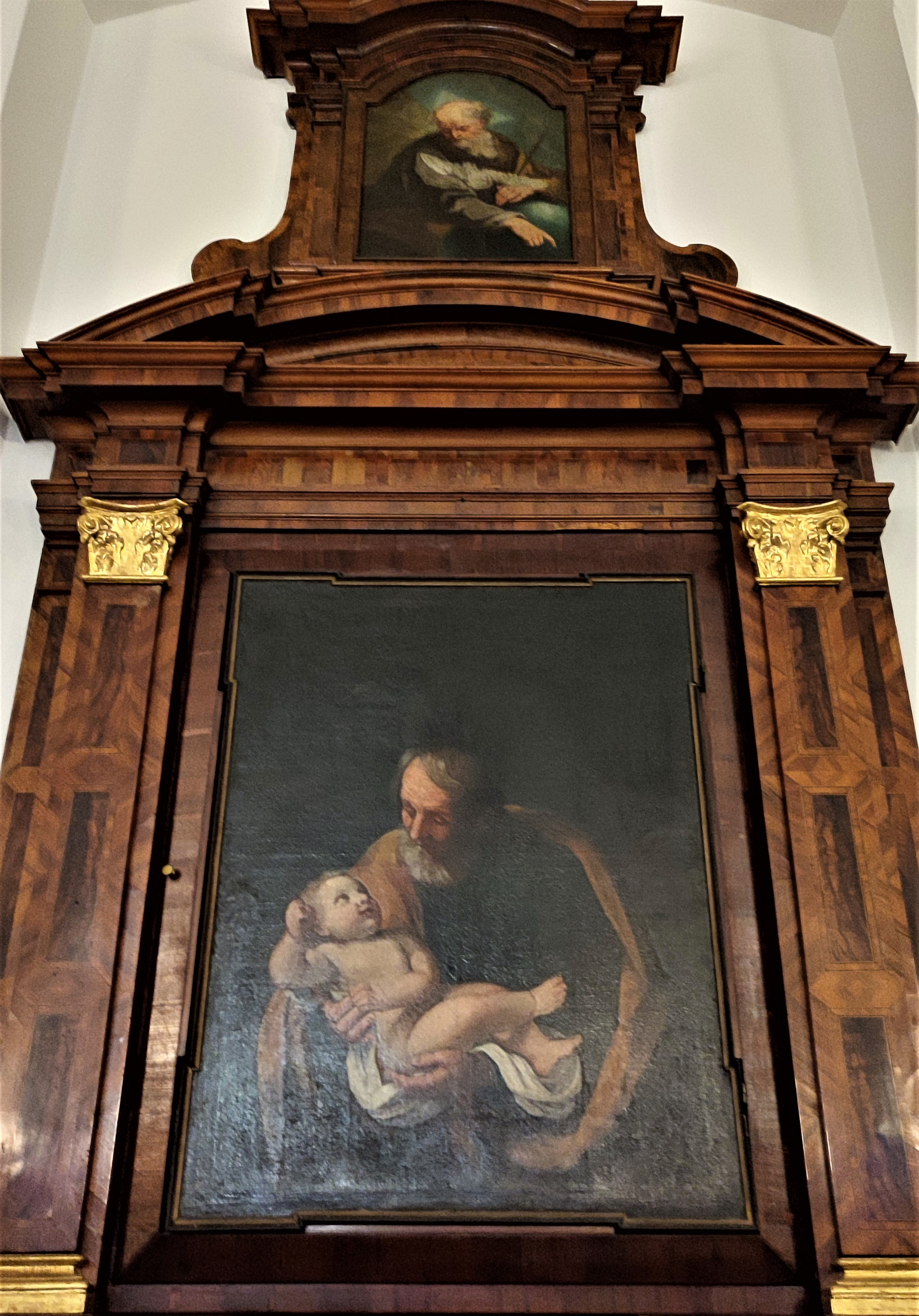
Autel de St. Joseph dans la chorale